# Leon Botha
Leon Botha, né le 4 juin 1985 au Cap en Afrique du Sud et mort le 5 juin 2011 dans la même ville, est un artiste peintre sud-africain, et disc jockey occasionnel, atteint de progéria. Après avoir vécu au Cap toute sa vie, il est mort à 26 ans. Un record de longévité pour une personne atteinte de progéria, une maladie qui ressemble à un vieillissement accéléré.

## Son œuvre
Peintre reconnu, ses œuvres se caractérisent par leur dimension aussi bien figurative que symbolique. Artiste précoce, il fut formé au Centre Artistique de Tygerberg. Ses toiles démontrent l'influence des thèmes très différents tels l'ésotérisme, les religions avec une certaine préférence pour la mythologie égyptienne ou la culture hip-hop. 
Sa peinture s'inscrit dans les contre-cultures hip-hop et post-punk, sans pour autant négliger une certaine inspiration des avant-gardes du début du XXe siècle, notamment le symbolisme, l'abstraction et le surréalisme. La singularité de son art demeure dans ce triple héritage, aussi bien de l'art extra-européen, des avant-gardes de la peinture occidentale que les contre-cultures jeunes contemporaines. Il travaillait essentiellement à l'acrylique sur toile.
Également DJ, il assurait la première partie de Die Antwoord, célèbre groupe de Zef Sud-Africain, sous le nom de DJ Solarize. Il apparaît d'ailleurs dans le clip du titre Enter the Ninja.